# Státní poznávací značky v Itálii

## Osobní a nákladní doprava
V provozu se lze ještě výjimečně setkat se starým dvouřádkovým systémem SPZ z roku 1932. Od té doby se v Itálii úprava státních poznávacích značek několikrát měnila.

### Typ 1977–1985
Systém uplatňovaný od roku 1977 měl 8 znaků, první dvě písmena označovala provincii, 6 čísel pak samotnou kombinaci, tabulky byly černé.

### Typ 1985–1990
Od poloviny 80. let se změnila barva tabulek na bílý, lehce zašedlý podklad s černými znaky, kódování se nezměnilo.

### Typ 1994–1999
Přibližně v polovině 90. let se výrazně změnil systém kódování. Nové tabulky si zachovaly původní rozměry, celkový počet znaků klesl na 7. Jako první byla uvedena dvě písmena hlavního kódu, po větší mezeře tři číslice kombinace a pak následovala dvě písmena vedlejšího kódu. Jako první bylo vydáno číslo AA 001 AA, po AA 999 AA se přešlo k AA 001 AB atd. Po AA 999 ZZ následovalo AB 001 AA.

### Typ 1999–dodnes
Od roku 1999 byl zaveden bílý podklad, modrý europroužek na levé straně tabulky a zřejmě na četné protesty veřejnosti, neboť nikdo nemohl poznat, odkud vozidlo pochází, i druhý modrý proužek na její pravé straně. Ten obsahuje kód provincie, jak byl používán v systémech předchozích, a v kroužku je uvedeno poslední dvojčíslí roku, kdy bylo vozidlo zaregistrováno.

## Státní složky
Zpravidla mají své písmenné zkratky v červené barvě, zbývající znaky jsou v barvě černé.

### Policie
Městská či místní policie (polizia municipale) je řízena místními orgány, má ale jednotné uniformy a sjednocen je i vzhled jejích vozů. Používá značky běžného systému, má na nich vyznačeny všechny údaje v pravém proužku. Rovněž státní policie (polizia) používá běžná čísla, ale zpravidla na nich nemá vyznačen region ani rok zařazení. Četnictvo (carabinieri) používá vlastní tabulky se zkratkou CC, která má červená písmena na bílém podkladě, ostatní znaky jsou černé. Od roku 1999 mají i tyto tabulky europroužek, v pravém modrém pruhu ale nejsou žádné údaje.

### Finanční stráž
Poslední složkou, u které je známa podoba registračních značek, je finanční stráž (guardia di finanza). Jsou podobné těm karabiniérským, ale místo písmen CC je uvedena zkratka GdiF. V posledních letech se na nich objevuje také europroužek.

### Státní složky a jejich zkratky v přehledu
| AM   | letectvo                         |
| CC   | carabinieri                      |
| CFS  | státní ochrana lesů              |
| CP   | pobřežní stráž                   |
| CR   | Italský Červený kříž             |
| EI   | branná moc                       |
| GdiF | fInanční stráž                   |
| MM   | námořnictvo                      |
| SMOM | Suverénní vojenský řád maltézský |
| VF   | hasiči                           |